# Henry Hansen
Henry Hansen (n. 16 martie 1902, Copenhaga, Danemarca – d. 28 martie 1985, Gentofte⁠(d), Københavns Amt, Danemarca) a fost un ciclist danez, medaliat olimpic. A participat la 2 ediții ale Jocurilor Olimpice (1928, 1932) în care a câștigat două medalii de aur și o medalie de argint.